# فرد وارنگارد
فرد وارنگارد (انگلیسی: Fred Warngård؛ ۹ مه ۱۹۰۷ – ۲۳ مه ۱۹۵۰ (aged 43)) ورزشکار دو و میدانی اهل سوئد بود.
وی در مسابقات کشوری و بین‌المللی در مجموع برندهٔ ۱ مدال برنز شده‌است.